# Shimakawa Toshio
Toshio Shimakawa (島川 俊郎 (Đảo-Xuyên Tuấn-Lang) Shimakawa Toshio, sinh ngày 28 tháng 5 năm 1990) là một cầu thủ bóng đá người Nhật Bản thi đấu cho câu lạc bộ tại J1 League Ventforet Kofu, ở vị trí hậu vệ.

## Thống kê câu lạc bộ
Cập nhật đến ngày 23 tháng 2 năm 2017.
| Thành tích câu lạc bộ | Thành tích câu lạc bộ | Thành tích câu lạc bộ | Giải vô địch | Giải vô địch | Cúp                   | Cúp                   | Cúp Liên đoàn | Cúp Liên đoàn | Châu lục | Châu lục  | Tổng cộng | Tổng cộng |
| Mùa giải              | Câu lạc bộ            | Giải vô địch          | Số trận      | Bàn thắng    | Số trận               | Bàn thắng             | Số trận       | Bàn thắng     | Số trận  | Bàn thắng | Số trận   | Bàn thắng |
| Nhật Bản              | Nhật Bản              | Nhật Bản              | Giải vô địch | Giải vô địch | Cúp Hoàng đế Nhật Bản | Cúp Hoàng đế Nhật Bản | J. League Cup | J. League Cup | Châu Á   | Châu Á    | Tổng cộng | Tổng cộng |
| --------------------- | --------------------- | --------------------- | ------------ | ------------ | --------------------- | --------------------- | ------------- | ------------- | -------- | --------- | --------- | --------- |
| 2009                  | Vegalta Sendai        | J2 League             | 0            | 0            | 0                     | 0                     | -             | -             | -        | -         | 0         | 0         |
| 2010                  | Vegalta Sendai        | J1 League             | 0            | 0            | 0                     | 0                     | 0             | 0             | -        | -         | 0         | 0         |
| 2011                  | Vegalta Sendai        | J1 League             | 0            | 0            | 0                     | 0                     | 0             | 0             | -        | -         | 0         | 0         |
| 2012                  | Tokyo Verdy           | J2 League             | 0            | 0            | -                     | -                     | -             | -             | -        | -         | 0         | 0         |
| 2012                  | Blaublitz Akita       | JFL                   | 12           | 0            | 2                     | 0                     | -             | -             | -        | -         | 14        | 0         |
| 2013                  | Vegalta Sendai        | J1 League             | 0            | 0            | -                     | -                     | 0             | 0             | 0        | 0         | 0         | 0         |
| 2013                  | Blaublitz Akita       | JFL                   | 15           | 0            | 2                     | 0                     | -             | -             | -        | -         | 17        | 0         |
| 2014                  | Blaublitz Akita       | J3 League             | 32           | 0            | 2                     | 0                     | -             | -             | -        | -         | 34        | 0         |
| 2015                  | Blaublitz Akita       | J3 League             | 35           | 1            | 2                     | 1                     | –             | –             | –        | –         | 37        | 2         |
| 2016                  | Renofa Yamaguchi      | J2 League             | 2            | 0            | –                     | –                     | –             | –             | –        | –         | 2         | 0         |
| 2016                  | Tochigi SC            | J3 League             | 11           | 3            | –                     | –                     | –             | –             | –        | –         | 11        | 3         |
| Tổng                  | Tổng                  | Tổng                  | 107          | 4            | 8                     | 1                     | 0             | 0             | 0        | 0         | 115       | 5         |